# Turri
Turri ist eine italienische Gemeinde mit 375 Einwohnern (Stand 31. Dezember 2023) auf Sardinien in der Provinz Medio Campidano. Die Gemeinde liegt etwa 15,5 Kilometer nordnordöstlich von Sanluri und etwa 31,5 Kilometer nordöstlich von Villacidro und grenzt unmittelbar an die Provinz Oristano.